# نووی دوور (ناحیه نیمبورک)
نووی دوور (ناحیه نیمبورک) (به چکی: Nový Dvůr) یک منطقهٔ مسکونی در جمهوری چک است که در ناحیه نیمبورک واقع شده‌است. نووی دوور ۲٫۴۶ کیلومتر مربع مساحت و ۷۳ نفر جمعیت دارد و ۱۹۰ متر بالاتر از سطح دریا واقع شده‌است.